# Giovanni Pico della Mirandola
Giovanni Pico della Mirandola (født 24. februar 1463 i Mirandola, død 17. november 1494 i Firenze) var en italiensk humanist og filosof, elev af Ficino.
Pico spillede en stor rolle i renæssancetiden. Han studerede i Bologna, Padova og Paris, drog derefter til Firenze og videre til Rom, hvor han 1486 udgav 900 teser fra alle videnskaber med tilbud om offentligt at forsvare dem – forberedt i hans berømte tale "Om menneskets værdighed".
Da disse teser indeholdt forskelligt, som kirken ikke kunne billige, satte inkvisitionen sig i bevægelse efter ham, men Lorenzo de' Medici skred ind og reddede ham. Han trak sig nu tilbage til et landsted ved Firenze og fordybede sig i studier af Platon, Aristoteles, Kabbala og hermetiske skrifter.
Han søgte især at forlige religion og filosofi. 1496 udkom hans værker i Bologna. Hans nevø Giovanni Francesco Pico (død 1533) skildrede hans liv og var i det hele også en ret frugtbar forfatter, blandt andet på det mystiske område.